# 船帆嶼礁
船帆嶼礁，為台灣澎湖縣望安鄉將軍村的一個島嶼，面積約0.0026平方公里，常和日治時期曾被列入澎湖64島嶼，卻於2005年因其為陸連島而被除名、未被列入澎湖90島嶼的「船帆嶼」混淆。島嶼位於將軍澳嶼東南角（即船帆嶼所在地）東方900公尺處。最高處約高3公尺。